# Triyodotironina
La triyodotironina, también conocida como T3, es una hormona tiroidea. Afecta a casi todos los procesos fisiológicos en el cuerpo, incluyendo crecimiento y desarrollo, metabolismo, temperatura corporal y ritmo cardíaco.
Su función es estimular el metabolismo de los hidratos de carbono y grasas, activando el consumo de oxígeno, así como la degradación de proteínas dentro de las células.
La producción de T3 y la de su prohormona tiroxina (T4) es activada por la tirotropina (o TSH), la cual es secretada por la glándula pituitaria en respuesta a la Hormona liberadora de tirotropina (o TRH) hipotalámica. Esta vía se regula a través de un proceso de retroalimentación de bucle cerrado: las concentraciones elevadas de T3 y T4 en el plasma sanguíneo inhiben la producción de TSH en la pituitaria y de TRH en el hipotálamo. Cuando las concentraciones de dichas hormonas disminuyen, la pituitaria incrementa la producción de TSH, y por estos procesos, se crea un sistema de control de retroalimentación negativa para regular la cantidad de hormonas tiroideas que hay en el torrente sanguíneo.
Los efectos de la T3 en los tejidos son alrededor de cuatro veces más potentes que los de su prohormona T4, ya que esta se une con mayor afinidad a los receptores. De las hormonas tiroídicas producidas por el cuerpo humano, solo un 20% es T3, mientras que el 80% es T4. Aproximadamente el 85% de la T3 circulante es formada a través de la eliminación del átomo yodo unido al átomo carbono número cinco de la T4. La concentración de T3 en el plasma sanguíneo humano es aproximadamente una cuadragésima parte que la de T4. Esto se observa, de hecho, debido a la corta vida media de la T3, que es sólo de 2,5 días. En comparación, la vida media de la T4 es de 6,5 días.

## Producción de Hormonas tiroideas

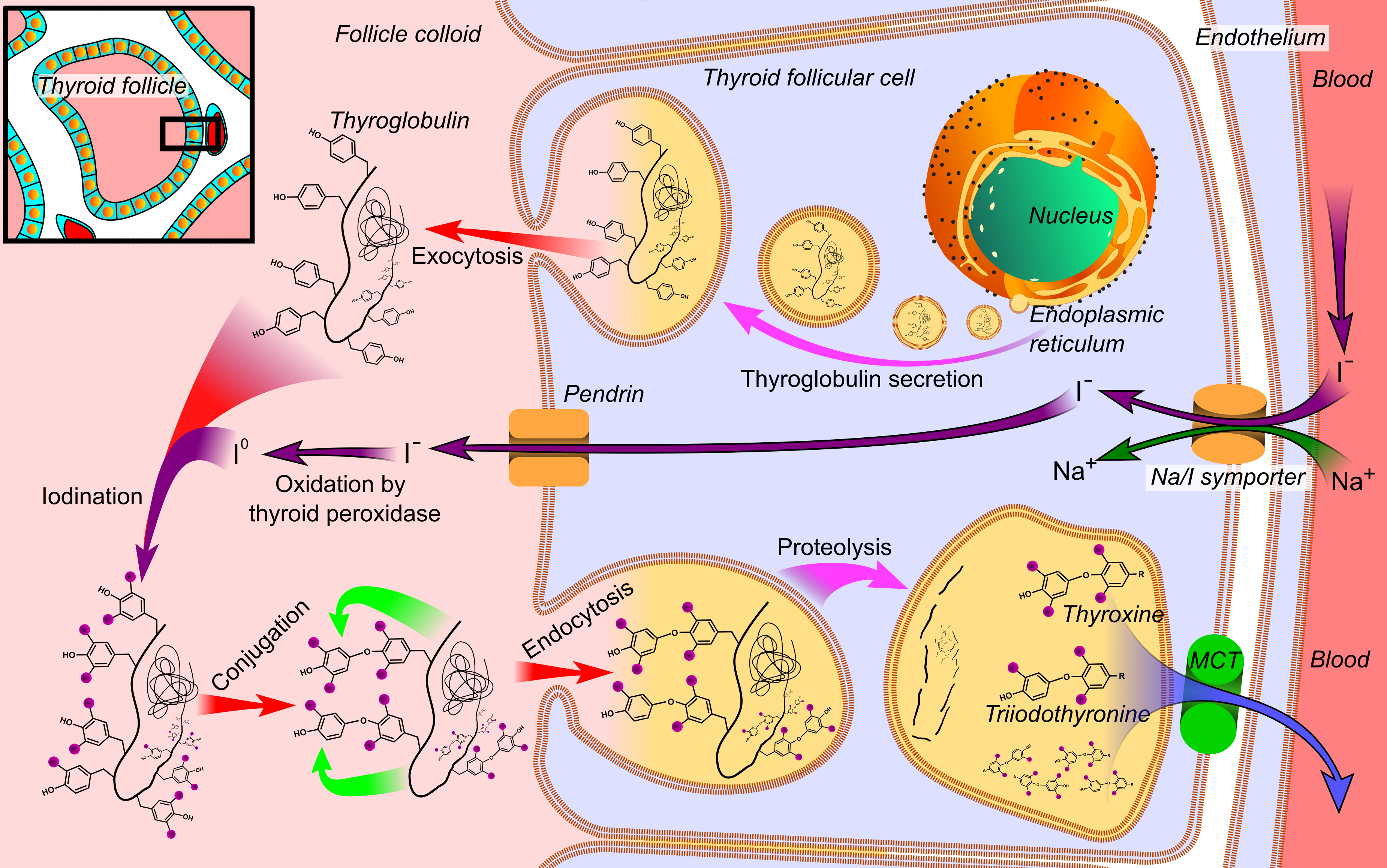
Síntesis de las hormonas tiroideas, con el producto triyodotironina vista en la parte inferior derecha.

La T3 es una hormona metabólicamente activa producida en la glándula tiroides o por la desyodación de la T4. Esta es desyodada por las enzimas yodotironinas desyodinasas para producir triyodotironina:

1. Tipo I presente dentro del hígado y representa el 80% de la desyodación de la T4
2. Tipo II presente dentro de la glándula pituitaria.

Las hormonas tiroideas son sintetizadas en las células foliculares de la glándula tiroidea de la siguiente manera:

1. El transportador activo secundario de Na+/I- transporta dos iones de sodio a través de la membrana de la célula folicular junto con un ion de yodo. Se utiliza el gradiente electroquímico del Na+ para mover al I- en contra del suyo.
2. La peroxidasa tiroidea oxida dos I- para formar I2, la forma activa. El poder reductor viene en última instancia de la glucosa-6-fosfato
3. Simultáneamente se sintetiza la proteína tiroglobulina en el retículo endoplasmático de la célula folicular, esta se procesa en el aparato de golgi y es finalmente yodada por la misma enzima en la posición 3 (formando Monoyodotirosina o MIT) o en las posiciones 3 y 5 (formando Diyodotirosina o DIT).
4. Una vez yodada es transportada a la zona externa de lumen coloidal donde dimeriza por acción de la Peroxidasa tiroidea con otras tiroglobulinas MIT o DIT, formando las hormonas triyodotironina y tetrayodotironina o T4 además de otras combinaciones que no parecen ser funcionales. Todas están todavía unidas a la tiroglobulina.
5. La tirotropina liberada por la glándula pituitaria se une a sus receptores en la membrana basolateral de las células foliculares (receptores acoplados a proteínas G) y estimula la endocitosis de vesículas del coloide a través de pseudópodos de las mismas.
 También estimula la captación de yodo.
6. Las vesículas endocitadas que contienen las tiroglobulinas yodadas se fusionan con los lisosomas de las células foliculares donde la actividad proteasa separa de la tiroglobulina tanto las tironinas T3 y T4 como las tirosinas MIT y DIT.
7. Las hormonas T3 y T4 son liberadas a la sangre por exocitosis en la membrana apical mientras que la tiroglobulina, MIT y DIT son desyodadas en la célula folicular y recicladas.

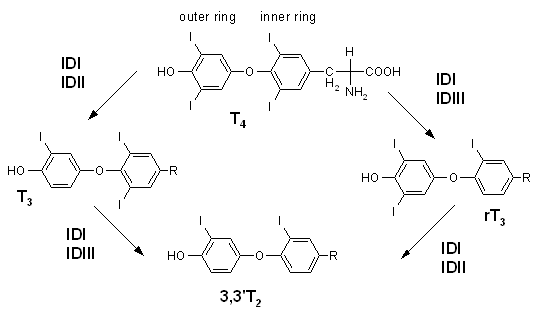
Síntesis

## Mecanismo de acción
La T3 (y T4) se encajan a receptores nucleares, receptores de hormona tiroidea. La T3 (y T4) son bastante lipofílicas y son capaces de atravesar las bicapas de fosfolípidos de las células objetivo. La lipofilia de la T3 (y T4) requieren su encaje a una proteína transportadora llamada globulina fijadora de tiroxina (TBG) para su transporte en la sangre. La sensibilidad del tejido a la T3 es modulada a través del receptor tiroidea.

## Transporte de triyodotironina

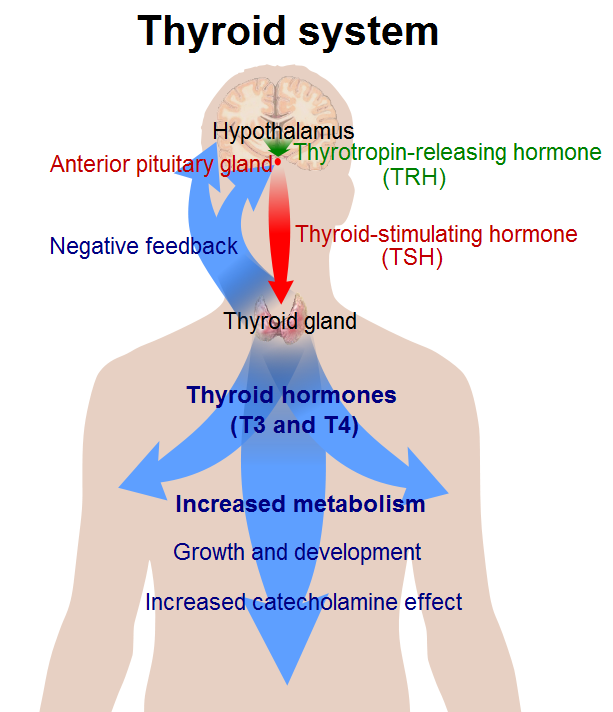
El sistema de hormona tiroideas T_{3} y T_{4}.

La T3 y T4 son transportadas en la sangre, adheridas a proteínas plasmáticas. Esto tiene el efecto de incrementar la semivida de la hormona y disminuir la rapidez en la que esta es tomada por los tejidos periféricos. Las dos hormonas se adhieren a tres proteínas principales: 
- La globulina fijadora de tiroxina (TBG) es una glicoproteína que tiene una mayor afinidad para la T4 que para la T3.
- La transtiretina también es una glicoproteína, pero con una afinidad mayor para la T3 que para la T4.

## Funciones de la triyodotironina
La triyodotironina incrementa el metabolismo basal incrementando el uso de oxígeno y energía por el cuerpo. Actúa en la mayoría de los tejidos dentro del cuerpo, con algunas excepciones incluyendo el bazo y los testículos.
Efectos sobre el metabolismo proteico 
La T3 estimula la producción de ARN Polimerasa I y II incrementando la tasa de síntesis proteica. Esta también incrementa la tasa de degradación proteica, y, en exceso, la tasa de degradación proteica puede sobrepasar la de síntesis proteica.
Efectos sobre el metabolismo de la glucosa
La T3 potencia los efectos de los receptores adrenérgicos en el metabolismo de la glucosa. Por lo tanto, incrementa la tasa de degradación del glucógeno y la gluconeogénesis. También potencia el efecto de la insulina.
Efectos sobre el metabolismo lipídico 
La T3 estimula la degradación del colesterol e incrementa el número de receptores LDL incrementando la tasa de lipolisis. Además tiene efectos sobre la regulación del ritmo cardiaco y contracción.
Efectos sobre la frecuencia cardíaca
La T3 incrementa la frecuencia cardíaca y la fuerza de contracción, al aumentar los niveles de receptores β-adrenérgicos en el miocardio. Esto resulta en un incremento de la presión sistólica y una disminución de la presión diastólica.
Efectos en el desarrollo
La T3 tiene un efecto profundo en el desarrollo del embrión así como en los niños. La T3 afecta los pulmones e influencia el crecimiento posnatal del sistema nervioso central. Estimula la producción de la mielina, neurotransmisores, y crecimiento de axones. La T3 también es importante en el crecimiento lineal de los huesos.
Efecto sobre neurotransmisores
La T3 puede incrementar los niveles de serotonina en el cerebro, particularmente en la corteza cerebral, y regular a la baja los receptores 5HT-2 (basado en estudios donde la T3 revirtió la indefensión aprendida en las ratas y estudios fisiológicos del cerebro de las ratas).
Además, T3 controla los ritmos biológicos mediados por el fotoperiodo. Sus niveles aumentan durante la primavera-verano en animales reproductores de día largo y disminuyen en esta misma época en animales reproductores de día corto. Esta hormona influye sobre el sistema de péptidos orexigénicos y anorexigénicos que controlan y dirigen los cambios esenciales en el balance de energía para apoyar los ciclos estacionales reproductivos.

## Regulación de la secreción de T3
La hormona tiroidea es estimulada por la TSH (hormona liberadora de tirotropina). Por su parte la T3 inhibe la secreción de TSH en la hipófisis y secundariamente la de TRH en el núcleo paraventricular (PVN) del hipotálamo.

## T3en el tratamiento de desórdenes depresivos
La adición de triyodotironina a los tratamientos existentes, tales como la ISRSs, es una de las estrategias más estudiadas para la depresión resistente a tratamientos, sin embargo, el éxito depende de la dosis de T3. Un estudio sin control y de largo plazo de Kelly y Lieberman de 17 pacientes con depresión unipolar avanzada resistente a tratamientos encontró una mejoría en los síntomas de 14 pacientes en un periodo promedio de dos años, en algunos casos con dosis de T3 más altas que los tradicionales 50 mcg requeridos para alcanzar efectos terapéuticos, con dosis promedio de 80 mcg durante 24 meses (rango de dosis: 25mcg-150mcg). Los mismos autores publicaron un estudio retrospectivo de 125 pacientes con tres categorías de trastorno bipolar (I, II, NOS) cuyo tratamiento había sido previamente resistente a un promedio de otros 14 tratamientos. Encontraron que el 84% experimentó una mejora y el 33% experimentó una remisión total. Ninguno de los pacientes experimentó hipomanía mientras estaban con T3.

## Uso como suplemento para la pérdida de grasa
La 3,5-Diiodo-L-tironina y 3,3'-Diiodo-L-Tironina son usadas como ingredientes en ciertos suplementos sin receta médica para la pérdida de grasa, diseñada para el fisicoculturismo. Varios estudios han demostrado que estos componentes incrementan la metabolización de ácidos grasos y el quemado del tejido adiposo en ratas.

## Medicina alternativa
La triyodotironina ha sido usada para tratar el síndrome de Wilson, un diagnóstico médico alternativo no reconocido como una condición médica por la medicina corriente. Este diagnóstico involucra varios síntomas no-específicos que son atribuidos a la tiroides, a pesar de tener exámenes de tiroides normales. La Asociación Americana de la Tiroides ha despertado la preocupación de que el tratamiento prescrito con triyodotironina es potencialmente dañino.